# السرو (المحويت)

تعديل مصدري - تعديل

السرو هي إحدى قرى عزلة ثامر بمديرية المحويت التابعة لمحافظة المحويت، بلغ تعداد سكانها 382 نسمة حسب تعداد اليمن لعام 2004.